# Stay Young
Stay Young es el cuarto disco sencillo del grupo australiano de rock INXS, el primero desprendido de su segundo álbum de estudio Underneath the Colours, publicado en septiembre de 1981. 
Stay Young alcanzó el puesto 21 en las listas de singles australianos en noviembre.
La canción tuvo la colaboración en los coros de Dave Mason y Karen Ansel, miembros de la banda australiana The Reels. El lado B es el tema Lacavocal, una versión electrónica instrumental del tema principal, y que fue inédito hasta su inclusión en el recopilatorio Stay Young 1979–1982 de 2002.
El video fue dirigido por Peter Clifton, quien dirigió en el año 1976 la película del concierto de Led Zeppelin The Song Remains the Same, y fue grabado en Clontarf Beach (Sídney).

## Formatos
En disco de vinilo
7 pulgadas septiembre 1981 Deluxe Records 103884  Stay Young
| Lado A |              |                                    |          |  |
| N.º    | Título       | Escritor(es)                       | Duración |  |
| 1.     | «Stay Young» | Andrew Farriss y Michael Hutchence | 3:19     |  |

| Lado B |             |                                    |          |  |
| N.º    | Título      | Escritor(es)                       | Duración |  |
| 1.     | «Lacavocal» | Andrew Farriss y Michael Hutchence | 3:36     |  |